# Roger Meddows-Taylor
Roger Meddows-Taylor (født d. 26. juli 1949 i Kings Lynn, Norfolk, England) er trommeslager i det engelske rockband Queen.

## Liv og karriere
Rogers familie flyttede til Truro i Cornwall, da han var helt ung. Da han var omkring 8 år, så han, at hans fætter spillede enkelte melodier på sin guitar og bestemte sig, at han også ville have en guitar. Først spillede han de grundlæggende akkorder på en ukulele. På dette trin betragtede han formen af et band.

### Første band
Bandet hed Bubblingover Boys og spillede skifflemusik (en type folkemusik med en jazz- og blues-indflydelse, hvor man sædvanligvis bruger hjemmelavede eller improviserede instrumenter som washboard, te-brystbass, kazoo, cigar-æsker fiddle eller en kam og papir, og lignende). The Bubblingover Boys spillede kun en gang til et Bosvigo School-skolebal. Det var kortlevet hovedsagligt, fordi ingen af dem var specielt gode. Han var tildelt en choral stipend, hvilket involverede Roger i domkirkekoret. Han kunne ikke så godt lide det, da han aldrig betragtede sig selv som kordrenge-typen, men den syngende erfaring blev nyttig senere. 

### Nyt instrument, nye muligheder
Valget af at spille guitar falmede for ham, og han fandt sig selv mere og mere egnet til trommerne. Han fandt nogle trommer og fik samlet sammen til et trommesæt ved at købe brugte dele. I løbet af 1963 havde ham og nogle venner formet et band kaldt The Cousin Jacks. Han var først på rytmeguitar men senere overtog han trommerne. Bandet brød op efter et år. I 1965 valgte han et lokalt band kaldet Johnny Quale and the Reactions. I september 1965 forlod forsangeren, Johnny, bandet lige før de var reserveret til at spillede et gig. Roger var den eneste tilbage, som kunne synge. De droppede den første del af navnet og kaldte det bare Reaction. Han blev deres nye forsanger. Reaction blev splittet op i midten af 1968 og han drog tilbage til London for at gå på universitet. 

### Queen
En dag så han en annonce, hvor de ledte efter en Ginger Baker/Mitch Mitchell-type-trommeslager til et nyt band. Han meldte sig i forbindelse med navnet på kortet den følgende dag, og det var en guitarist kaldet Brian May.
Han var det første medlem af Queen, der startede en solokarriere, med udgivelsen af Fun In Space i 1981. 3 år senere udgav han Strange Frontier. Mens han stadig var i Queen havde han formet et nyt band kaldet The Cross i 1988. De udsendte deres debutalbum kaldet Shove It samme år. Koret udsendte 2 album før disbanding. Endda et enkelt album fra ham var Happiness udkom i 1994 og det nyeste album, Electric Fire blev udsendt i 1998. Roger Taylor fortsatte efter John Deacons udmeldelse af bandet, sammen med guitaristen Brian May i deres samarbejde med Paul Rodgers, kaldet Queen + Paul Rodgers